# Вітзум
Вітзум (нім. Witsum) — громада в Німеччині, розташована в землі Шлезвіг-Гольштейн на території острова Фер. Входить до складу району Північна Фризія. Складова частина об'єднання громад Фер-Амрум.
Площа — 1,59 км2. Населення становить 47 ос. (станом на 31 грудня 2020).